# Topogramm

Topogramm/Kartenschema

Ein Topogramm ist eine stark vereinfachte und schematisierte kartografische Darstellung. Beispiele für Topogramme sind Liniennetzpläne des öffentlichen Nahverkehrs oder Anfahrtsübersichten. 
Topogramme sollen leicht erfassbar sein und nur über Inhaltselemente verfügen, die tatsächlich für den jeweiligen Zweck von Bedeutung sind. Topogramme sind meist nicht maßstäblich, zeigen nur einzelne Elemente lagerichtig, andere sind entsprechend ihrer Lagebeziehung zueinander (Topologie) abgebildet. 
Als Synonym werden die Begriffe Kartenschema und Positionsskizze verwendet. 